# Rami Miron
Rami Miron (hebr. רמי מירון; ur. 17 stycznia 1957) – izraelski zapaśnik walczący w stylu wolnym. Olimpijczyk z Montrealu 1976, gdzie zajął siódme miejsce w kategorii 68 kg.

## Turniej wMontrealu 1976
| Konkurencja             | Walki                 | Walki                   | Walki                | Walki                     | Walki                   | Klas. końcowa |
| Konkurencja             | Przeciwnik I          | Przeciwnik II           | Przeciwnik III       | Przeciwnik IV             | Przeciwnik V            | miejsce       |
| ----------------------- | --------------------- | ----------------------- | -------------------- | ------------------------- | ----------------------- | ------------- |
| styl klasyczny do 68 kg | Ronald Joseph (ISV) W | Lennart Lundell (SWE) W | János Kocsis (HUN) L | Zsigmond Kelevitz (AUS) W | Pawieł Pinigin (ZSRR) L | 7.            |